# Neomocena brunneocrossa
Neomocena brunneocrossa är en fjärilsart som beskrevs av Antonius Johannes Theodorus Janse 1964. Neomocena brunneocrossa ingår i släktet Neomocena och familjen snigelspinnare. Inga underarter finns listade i Catalogue of Life.